# 北欧青銅器時代

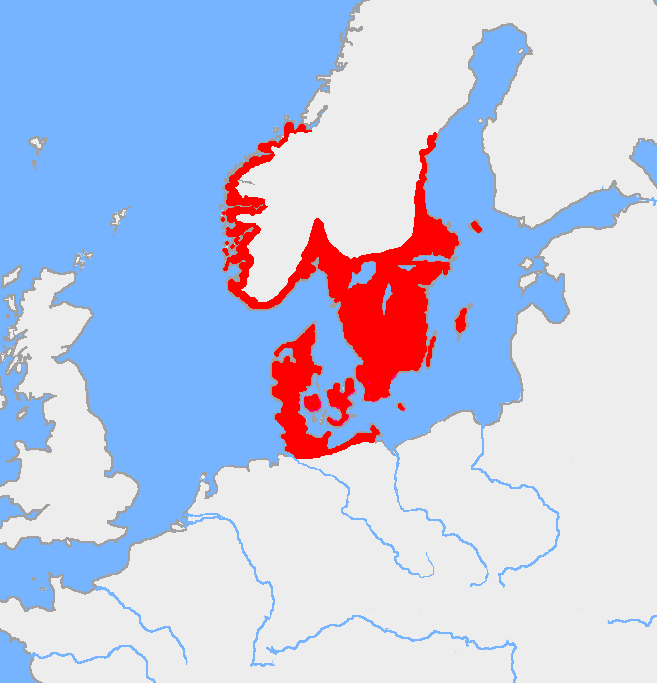
北欧青銅器文化の分布　紀元前1200年

北欧青銅器時代（Nordic Bronze Age）とは、オスカル・モンテリウス によって名づけられた、スカンディナヴィアにおける青銅器時代の先史文化であり、紀元前1700年－紀元前500年の時期にあたる。東はエストニアまで広がっていた。新石器時代後期の文化に続いて起こり、その担い手の言語や民族については、記録がないため明らかでないが、ゲルマン人の祖先にあたる可能性が高い。その後、同地では先ローマ鉄器時代になる。